# Carolina Padrón
Carolina Desireé José Padrón Ríos (sinh ngày 20 tháng 3 năm 1983) là bình luận viên thể thao, nhà báo và người dẫn chương trình truyền hình người Venezuela hiện đang làm việc cho ESPN Deportes và ESPN Mexico.  Padrón là đồng neo của SportsCenter phiên bản tiếng Tây Ban Nha của ESPN và cũng đã đưa tin về các sự kiện thể thao như FIFA World Cup và Thế vận hội mùa hè.

## Sự nghiệp
Padrón học bằng Truyền thông xã hội trường Đại học Santa Maria và bằng Thạc sĩ Báo chí trường Đại học CEU San Pablo ở Tây Ban Nha nhờ khoản trợ cấp của Fundación Carolina. Padrón bắt đầu sự nghiệp của mình vào năm 2006, làm thực tập viên cho Đài phát thanh Marca của thành phố Madrid, Tây Ban Nha, dưới sự tài trợ từ quỹ Fundación Carolina.
Padrón trở về quê hương Venezuela và làm việc cho đài  truyền hình Meridiano, dẫn chương trình cho nhiều sự kiện thể thao như Giải vô địch bóng đá nữ U-20 thế giới 2010, Giải vô địch bóng đá nữ U-17 thế giới 2010và Cúp bóng đá Nam Mỹ 2007 trên đài Univision thuộc hệ thống mạng truyền hình Telefutura. (bây giờ là UniMás)
Tháng 12 năm 2010, Padrón chuyển đến Thành phố Mexico để làm việc cho mạng truyền thông ESPN với tư cách là người đồng hành chương trình SportsCenter. Cô thay thế đồng nghiệp người Venezuela, Adriana Monsalve do Adriana đến Los Angeles để tổ chức Nación ESPN.
Padrón đưa tin về các sự kiện thể thao cho ESPN như Series Caribbean, Thế giới bóng chày cổ điển, Giải quần vợt Mexico, các trận cầu đinh ở châu Âu, Thế vận hội mùa hè 2016 và hai mùa World Cup FIFA (2014 và 2018).
Ngày 7 tháng 12 năm 2015, Padrón cùng với đồng nghiệp của mình, ông Jorge Eduardo Sánchez đã quay số đầu tiên của chương trình SportsCenter trong xưởng quay phim mới của ESPN tại Mexico City.
Từ tháng 8 năm 2017, Padrón đã ra mắt chương trình SportsCenter phiên bản mới mang tên SC5.

## Đời tư
Padrón sinh ra ở Maracaibo nhưng lớn lên ở Puerto la Cruz.
Padrón hiện cư trú tại Mexico City. Năm 2013, Padrón cùng với các đồng nghiệp của SportsCenter Álvaro Morales và Jorge Eduardo Sánchez xuất hiện trong quảng cáo với Rafael Nadal phát sóng bằng hai phiên bản ngôn ngữ tiếng Anh và tiếng Tây Ban Nha.
Blog riêng của Padrón là La Chica del Banquillo.